# Gonatocerus monticolus
Gonatocerus monticolus är en stekelart som beskrevs av Zeya 1995. Gonatocerus monticolus ingår i släktet Gonatocerus och familjen dvärgsteklar. Inga underarter finns listade i Catalogue of Life.